# (18016) Grondahl
(18016) Grondahl (1999 JU122) – planetoida z pasa głównego asteroid okrążająca Słońce w ciągu 3,69 lat w średniej odległości 2,39 j.a. Odkryta 13 maja 1999 roku.